# Генріх фон Ксиландер (генерал)
Генріх Арнольд Ріттер унд Едлер фон Ксиландер (нім. Heinrich Arnold Ritter und Edler von Xylander; 19 лютого 1840, Франкфурт-на-Майні — 22 березня 1905, Мюнхен) — німецький воєначальник, генерал піхоти Баварської армії.

## Біографія
Представник знатного баварського роду. Син генерал-майора Йозефа фон Ксиландера (1794–1854) і його дружини Кароліни, уродженої фон Тауш (1802–1878).
Після закінчення кадетського корпусу Ксиландер вступив у 2-й єгерський батальйон Баварської армії як юнкер після мобілізації на Сардинську війну 28 квітня 1859 року і був підвищений до лейтенанта в середині травня 1859 року. Отримавши з того часу звання першого лейтенанта, він взяв участь у битвах при Кіссінгені та Юттінгені під час війни з Пруссією в 1866 році. Після війни Ксиландер успішно розпочав навчання у Військовій академії у 1867 році, але не зміг закінчити його, як планувалося, через початок війни з Францією. Будучи ад'ютантом 1-ї піхотної бригади, він вперше взяв участь у битві під Вертом і отримав подяку за свою поведінку за наказом армії. Зберігши посаду, 22 серпня 1870 року його було підвищено до гауптмана. Після участі у битвах при Бомоні, Седані та Артені, Ксиландер був переведений у командування 1-ї армійської дивізії 29 жовтня 1870 року як ад'ютант командира бригади генерал-майора Карла фон Орффа. На цій посаді він брав участь у битвах при Кульм'е, Луаньї та Пупрі, а також в Орлеані та облозі Парижа.
Після війни Ксиландер служив інструктором військової історії на 3-му курсі у Військовій академії. У середині грудня 1872 року його було переведено до Генерального штабу. Якийсь час, з середини січня до початку серпня 1873 року, він служив другим офіцером Генерального штабу в Головнокомандуванні 1-го армійського корпусу. У середині березня 1874 року Ксиландер став ад'ютантом Генерального штабу, а 31 березня 1876 року був звільнений з цієї посади і підвищений до майора. З жовтня 1876 року він був призначений до Великого Генштабу Прусської армії в Берліні терміном на півтора роки. Ксіландер повернувся на бойову службу 30 листопада 1879 року, отримавши призначення на посаду командира батальйону в 14-му піхотному полку, і на початку квітня 1881 року був вироблений в оберстлейтенанти. Переведений до Генштабу армії 24 березня 1882 року, спочатку отримав завдання взяти на себе обов'язки начальника Генштабу 1-го армійського корпусу. 23 листопада 1882 року він був призначений начальником штабу та підвищений до оберста в середині липня 1885 року. Потім пішла посада командира 5-го піхотного полку «Великий герцог Гессенський» з 5 травня 1886 по 7 березня 1889 року. Після цього Ксиландер служив генерал-майором, командуючи 3-ю піхотною бригадою в Аугсбурзі, дослужився до звання генерал-лейтенанта 20 грудня 1893 року, а 14 червня 1894 року отримав командування 1-ю дивізією, дислокованою в Мюнхені. Підвищений до генерала піхоти, він став командувачем 3-го армійського корпусу в Нюрнберзі 1 квітня 1900 року. На знак визнання його заслуг принц-регент Луїтпольд Баварський призначив його почесним командиром 5-го піхотного полку «Великий герцог Ернст Людвіг Гессенський» 16 червня 1902 року. 19 березня 1904 року звільнений у відставку за власним бажанням.

## Сім'я
23 квітня 1867 року одружився в Мюнхені з Анною Едле фон Рогістер (1842). В пари народились 3 дітей — Тереза (1868), Анна (1870) і Фрідріх (1876–1877) .

## Нагороди
- Залізний хрест 2-го і 1-го класу
- Орден «За військові заслуги» (Баварія)
  - лицарський хрест 1-го класу з мечами
  - великий хрест (19 березня 1904)
- Орден Святого Михайла (Баварія), лицарський хрест 1-го класу
- Орден Червоного орла, великий хрест
- Орден Корони (Пруссія) 3-го класу
- Орден дому Саксен-Ернестіне, командорський хрест 2-го класу
- Орден Церінгенського лева, великий хрест
- Орден Данеброг, командорський хрест (Данія)
- Орден Корони Італії, великий хрест
- Орден Зірки Румунії, великий хрест
- Орден Меча, великий хрест (Шведсько-норвезька унія)